# Municipio de Cedar (condado de Antelope)
El municipio de Cedar (en inglés: Cedar Township) es un municipio ubicado en el condado de Antelope en el estado estadounidense de Nebraska. En el año 2010 tenía una población de 137 habitantes y una densidad poblacional de 1,49 personas por km².

## Geografía
El municipio de Cedar se encuentra ubicado en las coordenadas 41°57′23″N 97°59′46″O / 41.95639, -97.99611. Según la Oficina del Censo de los Estados Unidos, el municipio tiene una superficie total de 92.03 km², de la cual 92,02 km² corresponden a tierra firme y (0,01 %) 0,01 km² es agua.

## Demografía
Según el censo de 2010, había 137 personas residiendo en el municipio de Cedar. La densidad de población era de 1,49 hab./km². De los 137 habitantes, el municipio de Cedar estaba compuesto por el 100 % blancos. Del total de la población el 0 % eran hispanos o latinos de cualquier raza.